# バーンズ郡 (ノースダコタ州)
バーンズ郡（英: Barnes County）は、アメリカ合衆国ノースダコタ州の南西部に位置する郡である。2010年国勢調査での人口は11,006人であり、2000年の11,775人から6.0％減少した。郡庁所在地はバレーシティ市（人口6,585人）であり、同郡で人口最大の町でもある。

## 歴史
バーンズ郡は1872年にダコタ準州議会がバーバンク郡（ジョン・A・バーバンク知事に因む）の創設を承認した。しかし、1874年に準州裁判所の陪席判事を務めたアランソン・H・バーンズ（1818年-1890年）に因んで改名された。郡政府は1879年1月6日の集会で初めて組織化された。

## 地理
アメリカ合衆国国勢調査局に拠れば、郡域全面積は1,513平方マイル (3,918.7 km2)であり、このうち陸地は1,492平方マイル (3,864.3 km2)、水域は22平方マイル (57.0 km2)で水域率は1.43％である。

### 主要高規格道路
| - 州間高速道路94号線 - アメリカ国道52号線 - ノースダコタ州道1号線 - ノースダコタ州道9号線 | - ノースダコタ州道26号線 - ノースダコタ州道32号線 - ノースダコタ州道46号線 |

### 隣接する郡
- グリッグス郡 - 北
- スティール郡 - 北東
- カス郡 - 東
- ランサム郡 - 南東
- ラムーア郡 - 南西
- スタッツマン郡 - 西

### 国立保護地域
- ホバート湖国立野生生物保護区
- ストーニースロー国立野生生物保護区
- トマホーク国立野生生物保護区

## 人口動態
以下は2000年の国勢調査による人口統計データである。
| 基礎データ - 人口: 11,775人 - 世帯数: 4,884 世帯 - 家族数: 3,115 家族 - 人口密度: 3人/km2（8人/mi2） - 住居数: 5,599軒 - 住居密度: 1軒/km2（4軒/mi2） 人種別人口構成 - 白人: 97.91% - アフリカン・アメリカン: 0.45% - ネイティブ・アメリカン: 0.76% - アジア人: 0.19% - その他の人種: 0.12% - 混血: 0.57% - ヒスパニック・ラテン系: 0.54% 先祖による構成 - ドイツ系：40.3％ - ノルウェー系：34.0％ 年齢別人口構成 - 18歳未満: 22.3% - 18-24歳: 11.3% - 25-44歳: 23.0% - 45-64歳: 23.6% - 65歳以上: 19.8% - 年齢の中央値:41歳 - 性比（女性100人あたり男性の人口） - 総人口: 96.8 - 18歳以上: 95.4 | 世帯と家族（対世帯数） - 18歳未満の子供がいる: 27.4% - 結婚・同居している夫婦: 53.9% - 未婚・離婚・死別女性が世帯主: 6.8% - 非家族世帯: 36.2% - 単身世帯: 31.5% - 65歳以上の老人1人暮らし: 15.9% - 平均構成人数 - 世帯: 2.28人 - 家族: 2.89人 収入と家計 - 収入の中央値 - 世帯: 31,166米ドル - 家族: 42,149米ドル - 性別 - 男性: 28,504米ドル - 女性: 18,447米ドル - 人口1人あたり収入: 16,566米ドル - 貧困線以下 - 対人口: 10.8% - 対家族数: 6.4% - 18歳未満: 10.9% - 65歳以上: 10.9% |

## 都市と町

### 都市
| - デイジー - フィンガル - カスリン - リール - リッチビル - ノーム - オリスカ | - ピルズベリー - ロジャーズ - サンボーン - シブリー - タワーシティ - バレーシティ - 郡庁所在地 - ウィンブルドン |

注: ノースダコタ州の法人化された自治体は、その大きさに拠らず全て「市」になる

### 郡区
| - アルタ - アンダーソン - アシュタビュラ - ボールドウィン - ビンガンプトン - ブライマー - キューバ - デイジー - エックルソン - エドナ | - エルスベリー - ゲッチェル - グランドプレーリー - グリーン - グリーンランド - ヒーメン - ホバート - レイクタウン - マンスフィールド - マーシャ | - メドウレイク - ミニーレイク - ネルソン - ノルティミア - ノーマ - オークヒル - オリスカ - ピアース - ポッター - ラリタン | - ロジャーズ - ローズバッド - シブリートレイル - スカンディア - スプリングクリーク - スプリングベイル - スチュワート - スビー - ソーデンスキヨルド - アクスブリッジ | - バレー - ワイマー |

## 著名な住人
- フランク・ホワイト、第8代ノースダコタ州知事、アメリカ合衆国財務長官
- ペギー・リー、歌手、女優